# Serra

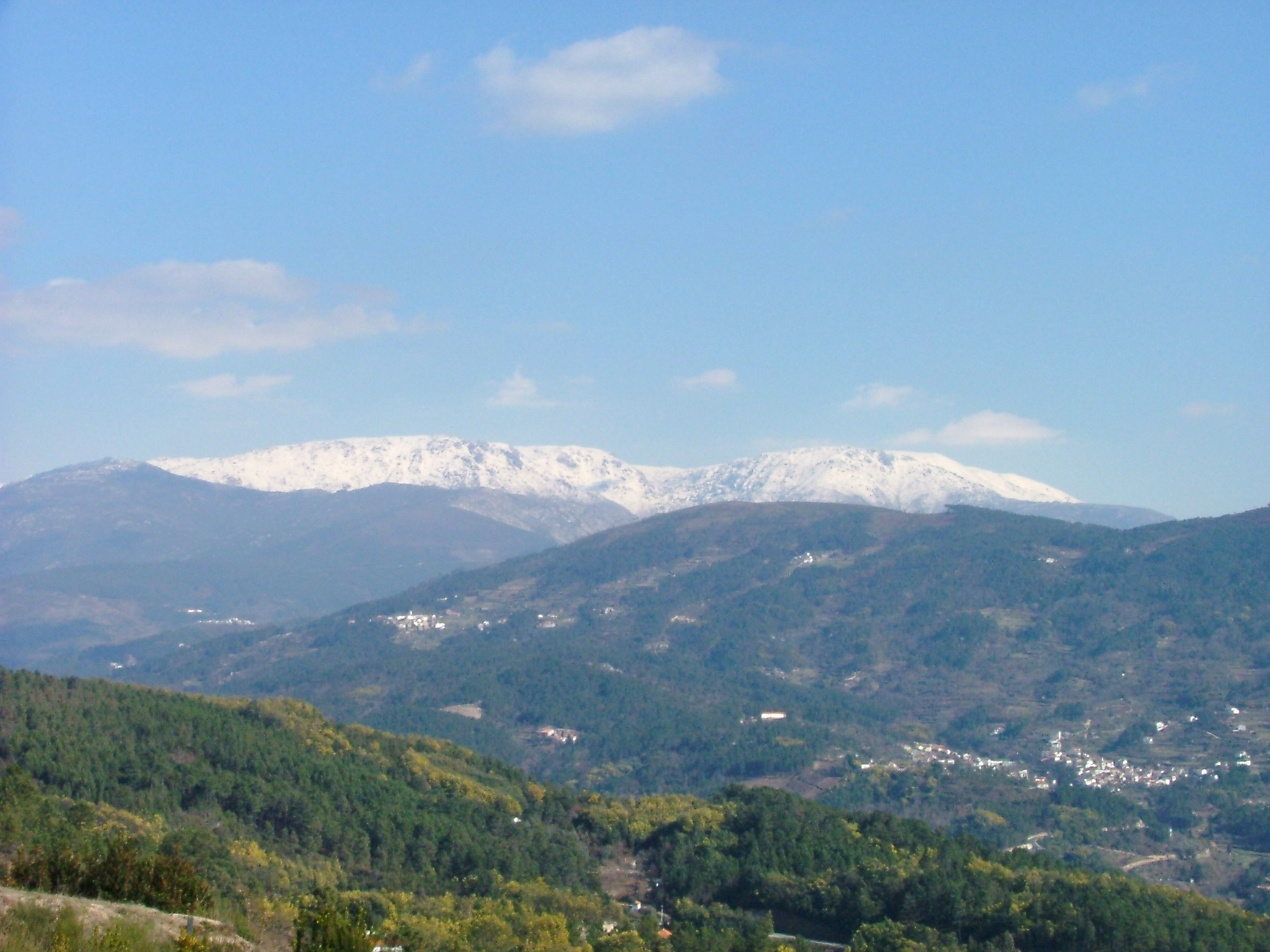
Vista da Serra da Estrela, o ponto mais alto de Portugal Continental.

Serra (do termo latino serra) é o conjunto de montanhas e terrenos acidentados com fortes desníveis e muitos picos, que se assemelha, portanto, a uma serra (ferramenta). O termo é, frequentemente, aplicados a escarpas assimétricas que possuem uma vertente mais inclinada e outra menos inclinada. Uma serra distingue-se de um maciço por possuir montanhas singulares em vez de agrupadas. A serra é, portanto, um subconjunto de montanhas que está dentro de outro conjunto maior e mais extenso, ao qual se dá o nome de cordilheira. Normalmente, as serras são mais compridas do que largas, e o seu eixo central designa-se eixo orográfico.
As serras podem ter dimensões de entre poucos quilômetros a centenas de quilômetros. Por exemploː no Brasil, designam cadeias de montanhas cuja altitude varia entre 400 a 3 000 metros. Entre elas, existem serras famosas, como a Serra da Mantiqueira, a Serra do Mar, a Serra Geral e a Serra dos Órgãos. Em Portugal, as serras têm, normalmente, algumas dezenas de quilômetros de extensão, como a Serra do Gerês ou a própria Serra da Estrela, que integra a cordilheira Sistema Montanhoso Montejunto-Estrela, parte do Sistema Central.